# Забайка
Забайка (пол. Zabajka) — село в Польщі, у гміні Глогув-Малопольський Ряшівського повіту Підкарпатського воєводства. Населення — 713 осіб (2011).
У 1975-1998 роках село належало до Ряшівського воєводства.

## Демографія
Демографічна структура станом на 31 березня 2011 року:
|          | Загалом | Допрацездатний вік | Працездатний вік | Постпрацездатний вік |
| -------- | ------- | ------------------ | ---------------- | -------------------- |
| Чоловіки | 374     | 88                 | 247              | 39                   |
| Жінки    | 339     | 69                 | 203              | 67                   |
| Разом    | 713     | 157                | 450              | 106                  |